# Arzu Balkan
Arzu Balkan (* 15. März 1972 in Istanbul) ist eine türkische Schauspielerin und Synchronsprecherin.

## Leben und Karriere
Balkan wurde am 15. März 1972 in Istanbul geboren. Ihr Schauspieldebüt gab sie 2002 in En Son Babalar Duyar. Im selben Jahr heiratate sie den Schauspieler Tamer Karadağlı. Aus dieser Ehe ging eine Tochter. Das Paar ließ sich 2007 scheiden. Anschließend war sie 2007 in Ah Kalbim zu sehen. Außerdem spielte sie 2012 in dem Film Süper Türk mit. 2016 war sie in Pamuk Prens zu sehen.
Zudem sprach sie die türkische Synchronfassung der Filme Alien – Die Wiedergeburt, Titanic, Quills – Macht der Besessenheit und Fight Club.

## Filmografie
- 2002: En Son Babalar Duyar (Fernsehserie)
- 2009: Ah Kalbim (Fernsehserie)
- 2016: Pamuk Prens
- 2012: Süper Türk